# 小茂根
小茂根（日语：／ Komone */?）是東京都板橋區的町名。現行行政地名為小茂根一丁目〜五丁目。
板橋區全域已實施住居表示。

## 地理
位於板橋區西南端。北接石神井川。北與櫻川、東新町、東山町以石神井川為界，東鄰大谷口上町，東南接向原，南連練馬區小竹町，西通練馬區羽澤。東京都道318號環狀七號線（環七通）貫穿町域中央。

### 地價
依據2014年（平成26年）1月1日的公告地價，小茂根4-13-11的住宅地價為36萬5000日圓/m2。

## 歷史
廢藩置縣實施前屬武藏國豐島郡上板橋村字小山、字茂呂、字根之上。

### 沿革
- 1871年（明治4年）：廢藩置縣，編入東京府。實施大區小區制（日语：大区小区制）。
- 1878年（明治11年）：依據郡區町村編制法（日语：郡区町村編制法）設置北豐島郡，為東京府北豐島郡上板橋村。
- 1928年（昭和3年）：茂呂町開設東京武藏野醫院（日语：東京武蔵野病院）。
- 1932年（昭和7年）10月1日：東京府內市郡合併，成立板橋區，為東京府東京市板橋區小山町、茂呂町、根之上町。（1943年8月1日東京都制施行）
- 1942年（昭和17年）：根之上町開設整肢療護園（1980年與「紫愛育園」合稱心身障害兒總合醫療療育中心）。
- 1943年（昭和18年）：設立精神醫學研究所，東京武藏野醫院為附屬醫院。
- 1958年（昭和33年）：根之上町開設東京教育大學教育學部附屬養護學校（現筑波大學附屬桐丘特別支援學校（日语：筑波大学附属桐が丘特別支援学校））。
- 1963年（昭和38年）：東京都立大山高等學校（日语：東京都立大山高等学校）自大山町移至茂呂町。
- 1964年（昭和39年）：東京都道318號環狀七號線（環七通）開通。
- 1965年（昭和40年）5月1日：實施住居表示，小山町、茂呂町、根之上町合併成立小茂根一丁目～五丁目。
- 1984年（昭和59年）～1986年：配合小茂根一丁目的都營住宅重建，進行根之上遺跡的挖掘調查。

### 地名由來
來自舊上板橋村的字名「小山」、「茂呂」、「根之上」的首字。

## 交通

### 鐵道
町內無車站，可利用以下路線。
- 東京地下鐵
  - 副都心線、有樂町線：小竹向原站（練馬區小竹町二丁目）

### 巴士
- 國際興業巴士（日语：国際興業バス）、關東巴士（共同運行）
  - 上之根橋（かみのね橋）、小茂根、武藏野醫院（武蔵野病院）
    - 赤31：往赤羽站東口、往高圓寺站北口
- 都營巴士
  - 上之根橋、小茂根、武藏野醫院
    - 王78：往王子站、行經高圓寺陸橋往新宿站西口
- 國際興業巴士　
  - 小茂根中央、小茂根三丁目、小茂根五丁目
    - 池55：往池袋站東口、往小茂根五丁目

  - 上之根橋
    - 池55：往池袋站東口　※往小茂根五丁目不停車。

### 道路、橋梁
道路
- 東京都道318號環狀七號線（環七通）

橋梁
- 茂呂橋
- 櫻橋
- 台橋
- 上之根橋（上の根橋）
- 小山橋

## 設施
- 板橋區立上板橋第二小學校
- 板橋區立上板橋第二中學校（日语：板橋区立上板橋第二中学校）
- 東京都立大山高等學校（日语：東京都立大山高等学校）
- 筑波大學附屬桐丘特別支援學校（日语：筑波大学附属桐が丘特別支援学校）
- 心身障害兒總合醫療療育中心（心身障害児総合医療療育センター）：整肢療護園、紫愛育園（むらさき愛育園）的總稱。
- 板橋區立小茂根圖書館
- 板橋消防署小茂根出張所
- 小茂根三丁目緑地
- 根之上遺跡綠地
- 都營向原團地第二住宅
- 日本肢體不自由兒協會（日本肢体不自由児協会）職員宿舎

## 備註
1. ↑  .   [2014-10-04]. （原始内容存档于2014-09-14）.
2. ↑  『角川日本地名大辞典 13 東京都』，角川書店，1991年再版，P795
3. ↑  『いたばしの地名』板橋区教育委員会，1995年，P189-190
4. ↑  .   [2014-10-04]. （原始内容存档于2014-10-06）.